# Helmut Wechselberger
Helmut Wechselberger (* 12. Februar 1953 in Jerzens) ist ein ehemaliger österreichischer Radrennfahrer.

## Karriere
Als Späteinsteiger in den Radsport konnte er sowohl unter den Amateuren als auch bei den Profis viele Erfolge feiern und sich in die Siegerlisten zahlreicher Radrennen eintragen. 1980, 1982 und 1985 gewann er in der Niederösterreich-Rundfahrt, 1982 Wien–Rabenstein–Gresten–Wien, 1984 und 1985 die Steiermark-Rundfahrt. 1983 holte er zwei Etappensiege in der Niedersachsen-Rundfahrt. 1986 siegte er im Etappenrennen Csepel-Cup in Ungarn.
1987 fuhr er gemeinsam mit den Österreichern Johann Lienhart, Bernhard Rassinger und Mario Traxl zum dritten Gesamtrang im 100 km Mannschaftszeitfahren bei den UCI-Straßen-Weltmeisterschaften in Villach, im Straßenrennen belegte er den 61. Platz. 1988 gewann er die Tour de Suisse mit einem Vorsprung von 1:25 Minuten auf den Kanadier Steve Bauer. Zum Zeitpunkt dieses Sieges war Wechselberger über 35 Jahre alt und damit der älteste Gewinner der Tour de Suisse (Stand 2020).
Als Profi fuhr Wechselberger in derselben Ära wie die Schweizer Radrennfahrer Urs Zimmermann und Tony Rominger. Der mehrfache Gewinner der Österreich-Rundfahrt ist seit Ende seiner Karriere als Bankkaufmann tätig.

## Erfolge
1982
Gesamtwertung Rheinland-Pfalz-Rundfahrt
Gesamtwertung Österreich-Rundfahrt
Gesamtwertung Niederösterreich-Rundfahrt
Gesamtwertung Wien–Rabenstein–Gresten–Wien
1983
Gesamtwertung Giro delle Regioni
1984
 Österreichischer Straßenmeister
1986
Gesamtwertung Österreich-Rundfahrt
1987
 Weltmeisterschaften 100 km Mannschaftszeitfahren
Firenze–Pistoia
1988
Gesamtwertung Tour de Suisse
Europa-GP Innsbruck